# Segura de León
Segura de León é um município da Espanha na comarca de Tentudía, província de Badajoz, comunidade autónoma da Estremadura, de área 106 km². Em 2021 tinha 1 834 habitantes (densidade: 17,3 hab./km²).

## Demografia
| Variação demográfica do município entre 1991 e 2004 [carece de fontes?] | Variação demográfica do município entre 1991 e 2004 [carece de fontes?] | Variação demográfica do município entre 1991 e 2004 [carece de fontes?] | Variação demográfica do município entre 1991 e 2004 [carece de fontes?] |
| ----------------------------------------------------------------------- | ----------------------------------------------------------------------- | ----------------------------------------------------------------------- | ----------------------------------------------------------------------- |
| 1991                                                                    | 1996                                                                    | 2001                                                                    | 2004                                                                    |
| 2321                                                                    | 2325                                                                    | 2271                                                                    | 2214                                                                    |